# Grube Pyhäsalmi

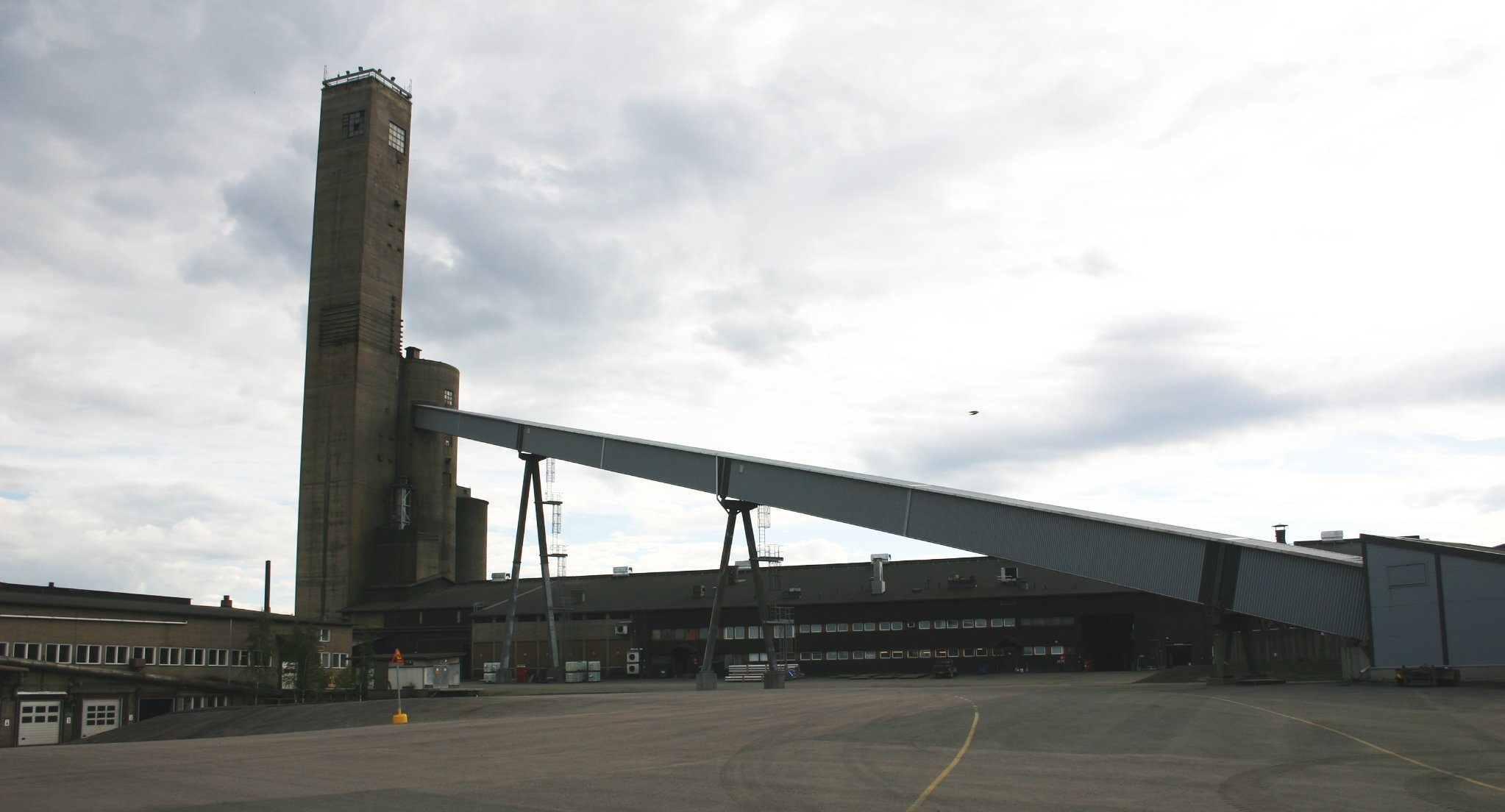
Alter Förderturm und Gebäude

Die Grube Pyhäsalmi ist eine der tiefsten Erz-Gruben in Europa (1444 m). Sie liegt gegenüber der Stadt Pyhäjärvi am Nordostufer des Pyhäjärvi-Sees im Süden der Provinz Oulu im Norden Finnlands.
Die Zink- und Kupfer-Grube gehört Inmet Mining, einer kanadischen Bergwerksgesellschaft.

## Geschichte
1958 entdeckte ein Bauer beim Brunnenbau Erz in einem Eisernen Hut. Kurz nachdem eine Probe bei der Outokumpu Corporation abgeliefert worden war, ergaben die Analyse und eine genauere geologische Untersuchung eine massive vulkanische Sulfid-Erzlagerstätte, die reich an Zink und Kupfer war. 1959 wurde der Bau eines Bergwerks beschlossen, das am 1. März 1962 eröffnet wurde.
Die Grube Pyhäsalmi wurde bis 1967 im Tagebau betrieben, dann begann der untertägige Betrieb. Der offene Abbau wurde 1975 beendet. Mit den Jahren wurden immer größere Abbautiefen erreicht. Der Schacht Olli wurde 1985 fertiggestellt und brachte die Grube auf eine Teufe von 730 Metern. Neues Erz wurde aber noch tiefer entdeckt, und 1996 wurde eine Teufe von 1050 m  erreicht. Danach wurde der Schacht Timo abgeteuft, über den Lagerstätten zwischen 1050 und 1440 m ausgebeutet wurden. Der Bau von Schacht Timo wurde 2001 vollendet. 2003 waren 38,2 Millionen Tonnen Erz abgebaut worden, die 1,2 % Kupfer, 3,1 % Zink, 0,46 Gramm pro Tonne Gold und 14,6 Gramm pro Tonne Silber enthielten; die verbliebenen Mengen werden auf 15,6 Millionen Tonnen Erz veranschlagt, was das Abbauende für 2018 erwarten lässt. In der Grube sind 212 Personen beschäftigt.
Die Grube beherbergt auch der Welt tiefstgelegene Sauna auf −1440 m.
Außerdem fand dort das tiefste Konzert unter Tage statt. Am 4. August 2007 trat die finnische Heavy-Metal-Band Agonizer dort zu der Veröffentlichung ihres neuen Albums Birth / The End.

## Mineralfunde
Bisher (Stand: 2010) konnten in der Grube Pyhäsalmi 27 Minerale nachgewiesen werden. Für den Schwertmannit ist sie zudem Typlokalität.
Neben den gediegenen vorkommenden Elementen Arsen und Gold fanden sich dort auch Anthophyllit, Arsenopyrit (Arsenkies), Baryt (Schwerspat), Bournonit (Rädelerz, Spießglanzbleierz), Chalkopyrit (Buntkupfer(kies)), Calcit, Cordierit (Dichroit), Elektrum (Var. v.: Gold), Dolomit, Galenit (Bleiglanz), verschiedene Granate, Hessit (Tellursilber), Jordanit, Magnetit, Molybdänit, die Muskovitvarietät Serizit, die Schwefelkiese Markasit und Pyrit, Pyrrhotin (Magnetkies), Quarz, Seligmannit, Sphalerit (Zinkblende), Talk sowie verschiedene Turmaline.

## Speicherkraftwerk
Es ist geplant, in einem Schacht ein Hubspeicherkraftwerk zur Speicherung elektrischer Energie mit einer Kapazität von 2 Megawatt einzurichten.